# Ikechukwu Onyeka
Ikechukwu Onyeka (25 dicembre ...) è un regista nigeriano.

## Biografia
Onyeka è di Umuoji, nello Stato di Anambra. Prima di entrare nel cinema, era un conducente di okada, classici moto taxi presenti in Nigeria.
Tra il 1998 e il 2006 ha diretto 70 film e ne ha prodotti tredici.
Onyeka si è avventurato a Nollywood come manager immobiliare, prima di diventare responsabile della produzione, produttore, assistente alla regia e poi regista. Ha anche fondato la sua azienda di produzione, Lykon Pictures. Nel 2012 si è iscritto alla Colorado Film School per studiare cinematografia.

## Filmografia

### Cinema
- Reloaded, co-regia di Lancelot Oduwa Imasuen (2009)
- Mr & Mrs (2012)
- Forgetting June (2013)
- Brother's Keeper (2014)
- The Grave Dust (2015)

### Televisione
- Unforeseen - film TV (2005)
- Eagle's Bride - film TV (2005)
- Captain - film TV (2006)
- Warrior's Heart - film TV (2007)
- Slave to Lust - film TV (2007)
- Corporate Maid - film TV (2008)
- Intimidation - film TV (2009)
- A Private Storm, co-regia di Lancelot Oduwa Imasuen - film TV (2010)